# زاك براف
زاك براف (بالإنجليزية: Zach Braff)‏ أو (Zachary Israel Braff) ولد في 6 إبريل عام 1975 في نيوجيرسي لعائلة يهودية . التحق بمدرسة كولومبيا الثانوية في مابلوود و تخرج من جامعة نورثويسترن حيث درس السينما.

## من أفلامه
- ذا لاست كيس
- الكتكوت الشقي
- أتمنى لو كنت هنا

## في فلم الكتكوت الشقي
يتسبب في العديد من المشاكل بمدينته، تتاح الفرصة لفرخ صغير حتى يستعيد سمعته و ذلك لنجدة
مواطنى بلدته ضد الأعداء الذين اتوا ليدمروا المدينة فينضم الفرخ الصغير إلى اصدقاءه ابى و رانت لإنقاذ العالم.

## من مسلسلاته
سكرابز
و كان الشخصية الأكثر بروزا ومحورية في سياق المسلسل هو شخصية الطبيب المقيم جي دي بشخصيته المتقلبة وعلاقته المتأرحجة مع زميلته إليوت رايد التي تقوم بدوره سارة تشالك.

## روابط خارجية
- زاك براف على موقع IMDb (الإنجليزية)
- زاك براف على موقع روتن توميتوز (الإنجليزية)
- زاك براف على موقع مونزينجر (الألمانية)
- زاك براف على موقع ألو سيني (الفرنسية)
- زاك براف على موقع ميوزك برينز (الإنجليزية)
- زاك براف على موقع تيرنر كلاسيك موفيز (الإنجليزية)
- زاك براف على موقع أول موفي (الإنجليزية)
- زاك براف على موقع بوكس أوفيس موجو (الإنجليزية)
- زاك براف على موقع قاعدة بيانات برودواي على الإنترنت (الإنجليزية)
- زاك براف على موقع قاعدة بيانات الأفلام السويدية (السويدية)